# Ganjingzi
Ganjingzi är ett stadsdistrikt i Dalian i Liaoning-provinsen i nordöstra Kina.